# ろくごうふらりんユースホステル
ろくごうふらりんユースホステルは、かつて日本ユースホステル協会に加盟していた北海道のユースホステル。「北の国から」の舞台で知られる麓郷に建つ。2012年末でユースホステルとしては解約となり、2013年からは、ユースホステル形式の民宿「たびのやど　ふらりん」として営業している。以下は閉館時のデータではあるが、現在も同様の営業を継続している。

## 設備
- 個人や小グループに適している
- グループで一室利用可
- ゲストルームあり
- 駐車場あり
- 駐輪場あり
- 洗濯機あり
- 乾燥機あり
- 荷物預かりあり
- 周辺にスキー場あり

## 休館
- 臨時休館あり

## アクセス
- 根室本線、富良野線、富良野駅バス麓郷行35分終点下車（送迎有）
  - 富良野駅より送迎有（要予約）

## 周辺情報
- 麓郷の森